# Yōko Matsuoka
Yōko Matsuoka (jap. 松岡 洋子 Matsuoka Yōko; ur.  1954 w Tokio) – japońska seiyū, współpracująca z agencją 81 Produce. Wcześniej należała do Tokyo Actor’s Consumer’s Cooperative Society. Występowała w roli tytułowego i głównego bohatera Sasuke w anime Manga Sarutobi Sasuke oraz Hucka w anime Przygody Hucka Finna, poza tym z ról Kōsuke Ochi w Hikaru no go oraz Alvida w One Piece.

## Role głosowe
- Hutch Miodowe Serce (Den Dai), 1974
- Baseballista (Drużyna przeciwna A, członek A), 1977
- Fantastyczny świat Paula (dziecko), 1977
- Wakakusa no Charlotte (Jim), 1977
- The Story of Perrine (dziecko), 1978
- Kidō Senshi Gundam (Millie Ratokie, Dachi, dziecko A), 1979
- The Ultraman (chłopak), 1979
- Zenderman (Andrea) 1979
- Manga Sarutobi Sasuke (Sasuke Sarutobi), 1979
- Ai no Gakko Cuore Monogatari (Antonio), 1981
- GoShogun (Sanada kenta), 1981
- Gigi (Tōdō), 1981
- Miss Machiko (Gen kichi), 1981
- Bella i Sebastian (anime) (Maria), 1981
- W Królestwie Kalendarza (Wattoson, dziecko Kappa, Ushiwakamaru), 1981
- Ochamegami monogatari: Korokoro Pollon, (Tantal) 1982
- Gyakuten! Ippatsuman (Takashi), 1982
- Patalliro! (Li Shunei (odc. 7)), 1982
- Kinnikuman: Scramble for the Throne (Królowa Sayuri Kinniku, Konita) 1983
- Mister Ajikko (Yūta), 1987
- City Hunter, (Keiko), 1988
- Sonic Soldier Borgman, (Ferumina, Hayashi Marimo), 1988
- Moeru! Oniisan (Kenji Kokuho), 1988
- Blue Blink, (Prince Sharaku, Lucas), 1989
- Esper Mami (Yasuda), 1989
- Księga dżungli, (Akru), 1989
- Madō King Granzort, (Haruka Daichi), 1989
- Yawara! A Fashionable Judo Girl, (Kaori), 1989
- Sol Bianca (Feb Fall), 1990
- Rodzina Trappów, (Werner von Trapp), 1991
- Future GPX Cyber Formula (Karl Lichter von Randoll), 1991
- The Bush Baby, (Mickey Building), 1992
- Sailor Moon (Iguala (odc. 5)), 1992
- Sailor Moon S (Ousouji (odc. 94); U Ndoukai (odc. 117), 1994
- X-Men (kobieta spiker), 1994
- Przygody Hucka Finna, Huckleberry Finn, 1994
- Kinda ichi Case Files (Ikuko Futagami), 1997
- Tajemnicze Złote Miasta (Indianka), 1998
- Czarodziejskie zwierciadełko, (trzecia seria – Matka Ganmo), 1998
- One Piece (Alvida), 1999
- Gear Fighter Dendoh (Ginga Izumo), 2000
- Zoids: Chaotic Century, (matka), 2000
- Hamtaro – wielkie przygody małych chomików, (Yamano Satomi, Matka Kimury-kun), 2000
- Hikari no Go (Kōsuke Ochi), 2001
- Digimon Tamers (Curly), 2001
- Ojamajo Doremi (Majo Vanilla), 2001
- Ashita no Nadja (matka Zabii), 2003
- Kaleido Star (Sherryl Robins), 2003
- Full Moon o sagashite, (staruszka), 2003
- Zatch Bell! (Pamoon), 2003
- Futari wa Pretty Cure (Żona Ueda), 2005
- My-Otome (Maria Graceburt; Ruo), 2005
- Demashita! Powerpuff Girls Z (Take), 2006
- Pokémon Diamond i Pearl (Kikuno), 2006
- D.Gray-man (Furanka), 2007
- Ghost Slayers Ayashi (Toku), 2007
- Golgo 13, (Peggy), 2008
- Fullmetal Alchemist: Brotherhood, (Madam Christmas), 2009
- Un-Go (Sasa itoji) (odc. 3-4), 2011
- Doki Doki! Pretty Cure Meran (odc. 30), 2013
- Sailor Moon Crystal (Królowa Metaria), 2014

## Role dubbingowe
- Legalna blondynka – (Mrs. Windham-Vandermark (Raquel Welch))
- Dzień dobry TV – (Colleen Peck (Diane Keaton))
- Lepiej późno niż później – (Erica Barry (Diane Keaton))
- Star Trek: Voyager – (Kathryn Janeway (Kate Mulgrew))
- Miasteczko Twin Peaks – (Norma Jennings (Peggy Lipton))